# マルガレーテ・フォン・ザクセン (1900-1962)
マルガレーテ・フォン・ザクセン（Margarete von Sachsen, 1900年1月24日 - 1962年10月16日）は、ザクセン王国の王族。ザクセン王フリードリヒ・アウグスト3世の次女で、ホーエンツォレルン＝ジグマリンゲン侯家家長フリードリヒの妻となった。

## 生涯
1900年1月24日、のちの最後のザクセン王フリードリヒ・アウグスト3世となるフリードリヒ・アウグスト王太子とその妻である最後のトスカーナ大公フェルディナンド4世の大公女ルイーゼ王太子妃の間に第五子としてドレスデンで生まれた。全名はマルガレーテ・カロラ・ヴィルヘルミーネ・ヴィクトリア・アーデルハイト・アルベルティーナ・ペトルザ・ベルトラム・パウラ（Margarete Karola Wilhelmine Viktoria Adelheid Albertina Petrusa Bertram Paula）。
1902年12月9日、マルガレーテが2歳の時に母ルイーゼがドレスデン宮廷を出奔した為にその後は兄妹たちと共にザクセン王に即位した父のもとで育てられた。
1920年6月2日にシュレージエンのSibyllenort（現ポーランド・ドルヌィ・シロンスク県ヴロツワフ郡シュチョドレ）でホーエンツォレルン＝ジグマリンゲン侯子フリードリヒと結婚して、間に四男三女をもうけた。フリードリヒは1927年にホーエンツォレルン＝ジグマリンゲン侯家の家長位を継承した。
マルガレーテは1962年10月16日にフライブルクで死去した。62歳であった。

## 子女
ホーエンツォレルン＝ジグマリンゲン侯家家長フリードリヒとの間に以下の子をもうけた。
- ベネディクタ・マリア・アントーニア・マティルデ・アンナ（1921年 - 2011年）- ヴァルトブルク＝ヴォルフェック＝ヴァルトゼー伯爵ハインリヒ・マリアと結婚
- マリア・アーデルグンデ・アリス・ルイーゼ・ヨゼフィーネ（1921年 - 2006年）- バイエルン王子コンスタンティンと結婚、その後離婚
- マリア・テレジア・ルドヴィカ・ツェツィーリエ・ツィタ・エリーザベト・ヒルダ・アグネス（1922年 - 2004年）
- フリードリヒ・ヴィルヘルム・フェルディナント・ヨーゼフ・マリア・マヌエル・ゲオルク・マインラート・フィデリス・ベネディクト・ミヒャエル・フーベルト（1924年 - 2010年）- ホーエンツォレルン＝ジグマリンゲン侯家家長、ライニンゲン侯女マルガリータと結婚
- フランツ・ヨーゼフ・フーベルトゥス・マリア・マインラート・ミヒャエル（1926年 - 1996年）- トゥルン・ウント・タクシス侯女マリア・フェルディナンデ[注釈 1]と結婚、離婚後パルマ公女ディアーナと再婚、その後離婚
- ヨハン・ゲオルク・カール・レオポルト・アイテル＝フリードリヒ・マインラート・マリア・フーベルトゥス・ミヒャエル（1932年 - 2016年）- スウェーデン王女ビルギッタと結婚
- フェルフリート・マクシミリアン・ピウス・マインラート・マリア・フーベルト・ミヒャエル・ユスティヌス（英語版）（1943年 - ）

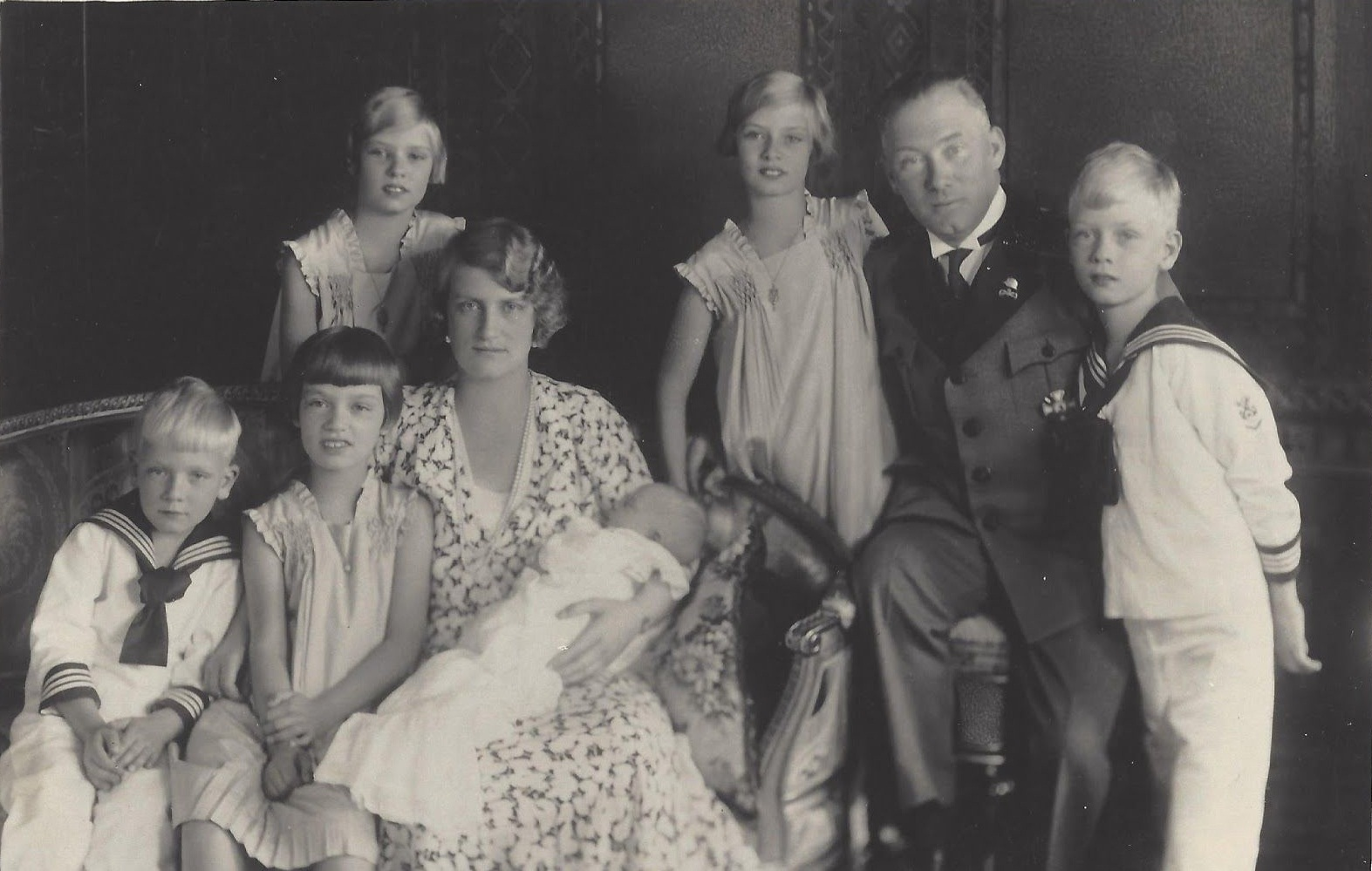
フリードリヒとマルガレーテ夫妻、その子ども達。マルガレーテが抱いているのは三男ヨハン・ゲオルク（1932年撮影）。